# Michael Sattler
Niektóre z zamieszczonych tu informacji wymagają weryfikacji.
 Po wyeliminowaniu niedoskonałości należy usunąć szablon {{Dopracować}} z tego artykułu.
Michael Sattler (ur. w Staufen w Niemczech ok. 1490, zm. 1527) – mnich katolicki, który porzucił Kościół katolicki w czasie Reformacji. Przywódca anabaptystyczny, uważany za autora podstawowego aktu doktrynalnego anabaptyzmu pt. Artykuły schleitheimskie oraz kilku wydanych anonimowo traktatów.
Przystąpił do ruchu w 1525 r. Działał w Zurychu, Strasburgu oraz w szwajcarskim kantonie Szafuza. Głosił konieczność zdyscyplinowanego życia chrześcijańskiego. Twierdził, że chrześcijanie powinni odseparować się od zepsutego świata, fałszywych religii oraz zaniechać stosowania przemocy. Schwytany przez austriackie władze, został poddany torturom i spalony na stosie w Rottenburgu.
O jego historii opowiada film pt. Płonący Pielgrzym (ang. The Radicals).